# Шрётер, Иоганн Самуэль
Иоганн Самуэль Шрётер (нем. Johann Samuel Schroeter; 2 марта 1753, Губен — 2 ноября 1788, Лондон) — британский пианист, музыкальный педагог и композитор немецкого происхождения. Брат певицы Короны Шрётер.
Родился в семье гобоиста Иоганна Фридриха Шрётера (1724—1811). С 1763 г. учился музыке в Лейпциге у Иоганна Адам Хиллера; в середине 1760-х гг. выступал как юный вокалист, однако возрастные изменения голоса положили этому конец. В 1767 г. дебютировал как пианист. В 1771—1772 гг. гастролировал в Лондоне, после чего остался в Англии. Первоначально работал органистом в немецкой церкви, однако затем, благодаря покровительству Иоганна Кристиана Баха, стал модным в светских кругах фортепианным педагогом. Среди учеников Шрётера был Иоганн Баптист Крамер. В 1782 г. сменил умершего Баха как придворный музыкант королевы Шарлотты. Последние два года жизни тяжело болел.
В 1775 году женился на своей ученице, девушке из богатой семьи Ребекке Скотт (1751—1826); возражения семьи против неравного брака привели к скандалу и судебной тяжбе. Жена, а затем вдова Шрётера получила в дальнейшем некоторую известность благодаря тому, что в 1791—1792 гг. в неё был влюблён Йозеф Гайдн.
Опубликовал 15 фортепианных концертов, ряд сонат и камерных ансамблей.